# 南柳泰山庙
南柳泰山庙，位于山西省运城市绛县南樊镇南柳村西南约1000米处，供奉东岳天齐仁圣大帝黄飞虎。

## 历史
该庙创建年代不详，只知道唐宋元明历代多有修缮。清康熙四十六年（1707年）、雍正十三年（1735年）、乾隆二十九年（1764年）均曾修缮，规模宏大。原有道士房、牛龙马王庙、阎王殿、虎头门、火神殿和娘娘殿等。历经浩劫后，仅存正殿和两侧配殿后土殿、圣母殿。1949年后曾改为学校。近年腾退修复后未开放，内部空置。

## 建筑
南柳泰山庙占地面积7342.8平方米。仅存的三座建筑，正殿及其东西两侧的后土殿、圣母殿均为单檐悬山顶，面阔三间。正殿体量高大，额枋粗硕，殿顶琉璃脊饰，有元代风格。

## 保护
1985年，南柳泰山庙公布为绛县文物保护单位。
2013年3月5日，南柳泰山庙由中华人民共和国国务院公布为第七批全国重点文物保护单位，编号7-0825-3-123。